# Ilmin
Ilmin, vagy Ilminizmus (hangul: 일민주의, Ilmindzsui, handzsa: 一民主義, RR: Ilminju-ui, ’Össznép-ideológia’) Dél-Korea ideológiája és politikai programja volt Li Szin Man (Syngman Rhee) elnök idején, 1948 és 1960 között. Az ilminizmus a koreai nemzet etnikai felsőbbrendűségét hirdeti, emiatt tudósok a német nemzetiszocialisták herrenvolk (uralkodó nép) politikájához hasonlítják. Ez a politikai irányvonal azt a célt szolgálta, hogy a japán gyarmatosítás alól frissen felszabadult koreai népet össze lehessen tartani.
Az ilmin alapelveit An Hoszang (An Ho-sang), Dél-Korea egykori oktatásügyi minisztere dolgozta ki, aki Németországban, Jénában tanult az 1920-as évek végén.